# Distoleon longicornis
Distoleon longicornis is een insect uit de familie van de mierenleeuwen (Myrmeleontidae), die tot de orde netvleugeligen (Neuroptera) behoort. 
Distoleon longicornis is voor het eerst wetenschappelijk beschreven door Brauer in 1865.